# Charles Lardy
Pour les articles homonymes, voir Lardy (homonymie).
Charles Lardy, né à Lausanne le 20 novembre 1780 et mort le 15 mars 1858 à Cracovie, est un inspecteur cantonal des mines et des forêts vaudois qui fut le fondateur et conservateur du musée cantonal de géologie.

## Biographie
Charles Lardy fréquente l'Académie de Lausanne puis complète sa formation à Freiberg, en Saxe, à l'Académie des ingénieurs des mines. À son retour, il entre dans l'administration cantonale des forêts comme adjoint, puis comme inspecteur général. Il travaille aussi à l'inspection des mines et salines. En 1843, il est nommé professeur honoraire de minéralogie et de géologie à l'Académie. Forestier et géologue, il est l'auteur de la première carte géologique du canton en 1852. 
Dès 1810, Charles Lardy et son ami Daniel-Alexandre Chavannes s'efforcent d'éviter la dispersion des cabinets d'histoire naturelle et des collections particulières de curiosités. À la mort du peintre Louis Ducros, les deux hommes lancent une souscription pour éviter la dispersion de sa collection : l'État la rachètera en 1816, formant ainsi le fonds primitif du Musée des beaux-arts. En 1818, Lardy et Chavannes récupèrent une partie de la collection minéralogique d'Henri Struve, constituant le fonds du Musée cantonal qui englobe toutes les collections jusqu'à la création du Musée Arlaud en 1841.

## Sources
- « Charles Lardy », sur la base de données des personnalités vaudoises sur la plateforme « Patrinum » de la Bibliothèque cantonale et universitaire de Lausanne.
- Marc Kiener, Dictionnaire des professeurs de l'Académie de Lausanne (1537-1890), Lausanne, 2005
- Marc Weidmann, « Charles Lardy » dans le Dictionnaire historique de la Suisse en ligne.
- http://www.unil.ch/webdav/site/mcg/shared/Patrimoine/Historique_Musee.pdf